# Jelena Sintschukowa
Jelena Sintschukowa (russisch Елена Синчукова, engl. Transkription Yelena Sinchukova, geb. Иванова – Iwanowa – Ivanova; * 23. Januar 1961 in Kemerowo) ist eine ehemalige russische Weit- und Dreispringerin.
Für die Sowjetunion startend gewann sie im Weitsprung Bronze bei den Europameisterschaften 1982 in Athen und wurde Vierte bei den Weltmeisterschaften 1991 in Tokio. Beim Leichtathletik-Weltcup 1992 wurde sie für das Vereinte Team startend Zweite.
1993 wurde sie Zweite beim Europacup in Rom und Zehnte bei den Weltmeisterschaften in Stuttgart. Bei den Halleneuropameisterschaften 1994 in Paris wurde sie Siebte im Weitsprung und beim Europacup 1995 in  Villeneuve-d’Ascq Zweite im Dreisprung.
1996 gewann sie im Weitsprung Silber bei den Halleneuropameisterschaften in Stockholm und wurde Zweite beim Europacup in Madrid. Bei den Olympischen Spielen in Atlanta schied sie in der Qualifikation aus.
Im Weitsprung wurde sie 1991 Sowjetische Meisterin, 1993 Russische Meisterin und 1994 sowie 1996 Russische Hallenmeisterin.

## Persönliche Bestleistungen
- Weitsprung: 7,20 m, 20. Juni 1991, Budapest
  - Halle: 6,84 m, 16. Februar 1985, Chișinău
- Dreisprung: 14,09 m, 13. September 1992, Villeneuve-d’Ascq
- Halle: 13,95 m, 12. Januar 1995, Moskau